# روب موريس (كاتب)
روب موريس (بالإنجليزية: Rob Morris)‏ هو كاتب وشاعر أمريكي، ولد في 31 أغسطس 1818 في بوسطن في الولايات المتحدة، وتوفي في 31 يوليو 1888.